# Cyrtoclytus formosanus
Cyrtoclytus formosanus là một loài bọ cánh cứng trong họ Cerambycidae.